# 神戸市バス有野営業所
神戸市バス有野営業所（こうべしバスありのえいぎょうしょ）は、兵庫県神戸市北区に存在した神戸市バスの営業所である。最寄バス停は「有馬中学校前」であった。配置車両に表示されている営業者を表す記号は「有」であった。
主として北区を通る路線を担当しており、2004年4月以降は運行をすべて他事業者に委託していた。
2013年5月1日より、当営業所の担当する路線は全て民間事業者に移譲された。60・62・63・67系統については阪急バス（山口営業所）、68・69系統（神姫バスと共同運行している路線）については神姫バス（三田営業所）へと移譲され、いずれも移譲以降はスルッとKANSAIカードなど磁気カードの使用が不可となった。

## 沿革
- 2004年4月1日 - 有野操車場が中央営業所から独立し、有野営業所となる。
- 2004年4月1日 - 神戸交通振興に業務を委託する。
- 2010年 - 当営業所に最後まで残ったツーステップバスが引退し、所属車両のすべてがノンステップバスになる。
- 2011年4月1日 - 業務委託契約期間満了に伴う再検討の結果、委託先を神戸交通振興から阪急バスへ変更[2]。
- 2013年5月1日 - 閉所。

## 廃止時担当路線

### 62号系統
運行区間
- 62：有馬中学校前 - 五社駅前 - 岡場駅前 - 藤原台北町２丁目

概要
- 2009年4月、五社駅前を起点として有野台地区を循環する63系統の派生として誕生した。この路線の開業によって、有野台の南側地区から岡場駅へのアクセスが改善された。

沿革
62系統は1988年から谷上駅から神戸北町までの路線として存在していたが、1995年頃に運行が休止された。その後、当路線に使われた後に阪急バスの路線となり、2020年6月1日に同一の区間で同一の系統番号で復活した。但し日の峰経由は朝の1便のみで、昼は松ヶ枝経由となっている。
かつての62系統との区別のためか、方向幕装着車は青地白抜き文字62　有馬中学校前で表示されていた(LEDは通常の表示)。これにより、当時存在していた営業所のうち、石屋川営業所以外の営業所で青地白抜き文字のコマが存在した。
ダイヤおよび停留所
- 昼間のみ運行されている。本数は1日6本。

運賃
- 全線が均一区内にあるため、大人200円。小児100円。

### 63号系統
運行区間
- 63：五社駅前→有野台会館→有野公園前→五社駅前

概要
63号系統は、北区の神戸電鉄三田線五社駅を起点にして、有野台団地を循環する路線である。
沿革
63号系統は一番初めに北区有野地区に設けられた路線である。当時は他に接続する路線がなく、完全に離れ小島状態であった。設定当初は布引営業所（現在の中央営業所）担当であり、63号系統専用に操車場が設けられた。
ダイヤおよび停留所
- 平日・土曜・休日とも、ラッシュ時は毎時3〜4本、日中は最大1時間毎に運行している。なお、最終便は有野台八丁目止まりである。

運賃
- 全線が均一区内にあるため、大人200円。小児100円。

### 67号系統
運行区間
- 岡場駅前 - 藤原台中町4丁目 - 藤原台南町4丁目 - 地域福祉センター前 - 岡場駅前

概要
- 67系統は、北区の神戸電鉄三田線岡場駅前を起点として、藤原台南町地区を循環する路線である。

沿革
- 1991年12月に開業。当時は復路で地域福祉センター前を経由していなかった。長らく路線変更などは行われなかったが、2010年4月に藤原台中町7丁目間の復路で地域福祉センター前を経由する経路変更が行われた。
- 阪神・淡路大震災後の一時期は、定期観光バス用の車両も使われていた。

ダイヤおよび停留所
- 平日朝ラッシュ時は毎時3〜4本、日中および休日は毎時2本が運行されている。

運賃
- 全線が均一区内にあるため、大人200円。小児100円。

### 68号系統
運行区間
- 68：岡場駅前 - 京地1丁目 - 北神星和台
- 68：岡場駅前 - 京地1丁目 - 北神星和台 - 鹿の子台小学校前 - 神鉄道場駅前

概要
- 68系統は、岡場駅から北神星和台、神鉄道場駅を結ぶ路線である。神姫バスとの共同運行路線だが、神戸市バスは岡場駅 - 北神星和台間のみを運行している。

沿革
- 1991年の開業当初は岡場駅と北神星和台を結ぶ路線だったが、1995年に神鉄道場駅まで延長された。

ダイヤおよび停留所
運賃
- 対キロ区間制・整理券方式。

### 69号系統
運行区間
- 69：岡場駅前 - フルーツパーク
- 69：岡場駅前 - フルーツパーク - イオンモール神戸北 - 神戸三田プレミアム・アウトレット
- 69：有馬温泉→岡場駅前→フルーツパーク→イオンモール神戸北→神戸三田プレミアム・アウトレット
- 69：フルーツパーク→岡場駅前→有馬温泉

概要
- 69系統は、岡場駅からフルーツパークを結ぶ路線である。イオンモール神戸北、神戸三田プレミアム・アウトレットへ足を伸ばす系統もある。神姫バスとの共同運行路線。神戸市バスは岡場駅 - フルーツパーク間のみを運行している。

沿革
- 1993年4月30日：岡場駅前 - フルーツパーク間で開業。
- 2004年4月1日：神姫バスのみ、有馬温泉発着便の運行を開始。
- 2006年**月**日：神姫バスのみ、イオン神戸北ショッピングセンター、神戸三田プレミアム・アウトレットへ延伸。
- 2007年9月22日：「イオン神戸北ショッピングセンター」停留所が「イオンモール神戸北」に改称。

ダイヤおよび停留所
運賃
- 岡場駅前 - 藤原台北町5丁目間は均一区内。それ以外は対キロ区間制・整理券方式。

## 車両
以前はいすゞ自動車製で統一されていた関係で、有野営業所所属の車両の車両番号はいすゞ自動車製に割り当てられる300〜599を使用していた。廃止時点では、日野自動車製、いすゞ自動車製、三菱ふそうトラック・バス製の3メーカーが配置されていたが、三菱ふそう製は中型車のエアロミディのみの配置で、大型車は配置されていなかった。
以前は大型車が主力となっていたが、末期は中型車が主力となっていた。
最後の新車は、2011年に導入された日野・ブルーリボンⅡ（LKG-KV234L3）の540号車である。